# 波利尼亚克
波利尼亚克（法語：Polignac，法語發音：[pɔliɲak]）是法国上卢瓦尔省的一个市镇，位于该省中部，属于勒皮区。

## 地理
波利尼亚克（45°4'11"N, 3°51'34"E）面积33.05 平方千米，位于法国奥弗涅-罗讷-阿尔卑斯大区上盧瓦爾省，该省份为法国中南部省份，北起多姆山省和卢瓦尔省，西接康塔爾省，南至洛泽尔省，东临阿尔代什省。
与波利尼亚克接壤的市镇（或旧市镇、城区）包括：艾吉耶、布朗扎克、沙德拉克、沙斯皮尼亚克、埃斯帕利-圣马塞尔、卢瓦尔河畔拉武特、勒蒙泰伊、勒皮、圣波利安、圣维达勒、桑萨克莱格利斯。

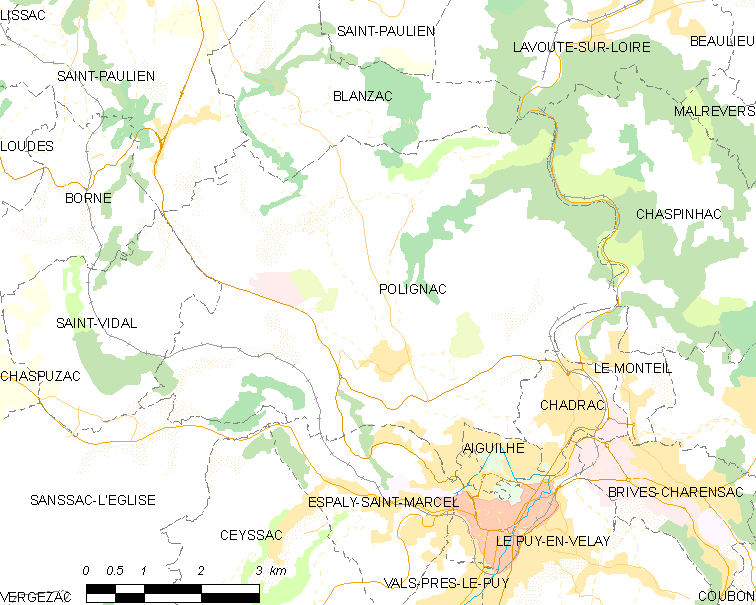
波利尼亚克的OSM定位图

波利尼亚克的时区为UTC+01:00、UTC+02:00（夏令时）。

## 行政
波利尼亚克的邮政编码为43000，INSEE市镇编码为43152。

## 政治
波利尼亚克所属的省级选区为勒皮第二县。

## 人口

1962-2008年间波利尼亚克人口变化图示

波利尼亚克于2022年1月1日时的人口数量为2827人。